# Michele Stratico
Giuseppe Michele Stratico, auch: Josip Mihovil Stratiko, (* 31. Juli 1728 in Zadar; † 31. Januar 1783 in Sanguinetto) war ein aus Kroatien stammender italienischer Jurist, Violinist, Komponist und Musiktheoretiker der Vorklassik.

## Leben und Wirken
Michele Stratico wurde in Padua ausgebildet und gehörte zum Kreis der Musiker um Giuseppe Tartini. Stratico, der gelernter Jurist war, war gänzlich in Vergessenheit geraten, bis Musikwissenschaftler der Universität von Berkeley zwischen 1958 und 1961 mehr als 280 Manuskripte aus seiner Feder entdeckten.
Stratico erwies sich als ein Schüler Tartinis und hinterließ insgesamt etwa 300 Werke für Streicher. Die einzigen Werke Straticos, die zu seinen Lebzeiten gedruckt wurden, waren seine sechs Violinsonaten Op. 1, etwa 1763. Sie weisen in ihrer Ornamentik eine Nähe zu Tartini auf.

## Werke
- 6 Sonate per violino e violoncello/clavicembalo, op. 1 (1763, London)
- 170 Violinsonaten
- 35 Sinfonie
- 6 Sonate a quatro
- 50 Sonate a tre
- 15 Duo per violino
- 61 Violinkonzerte
- 2 Concerti für 2 Violinen